# Wu Hao

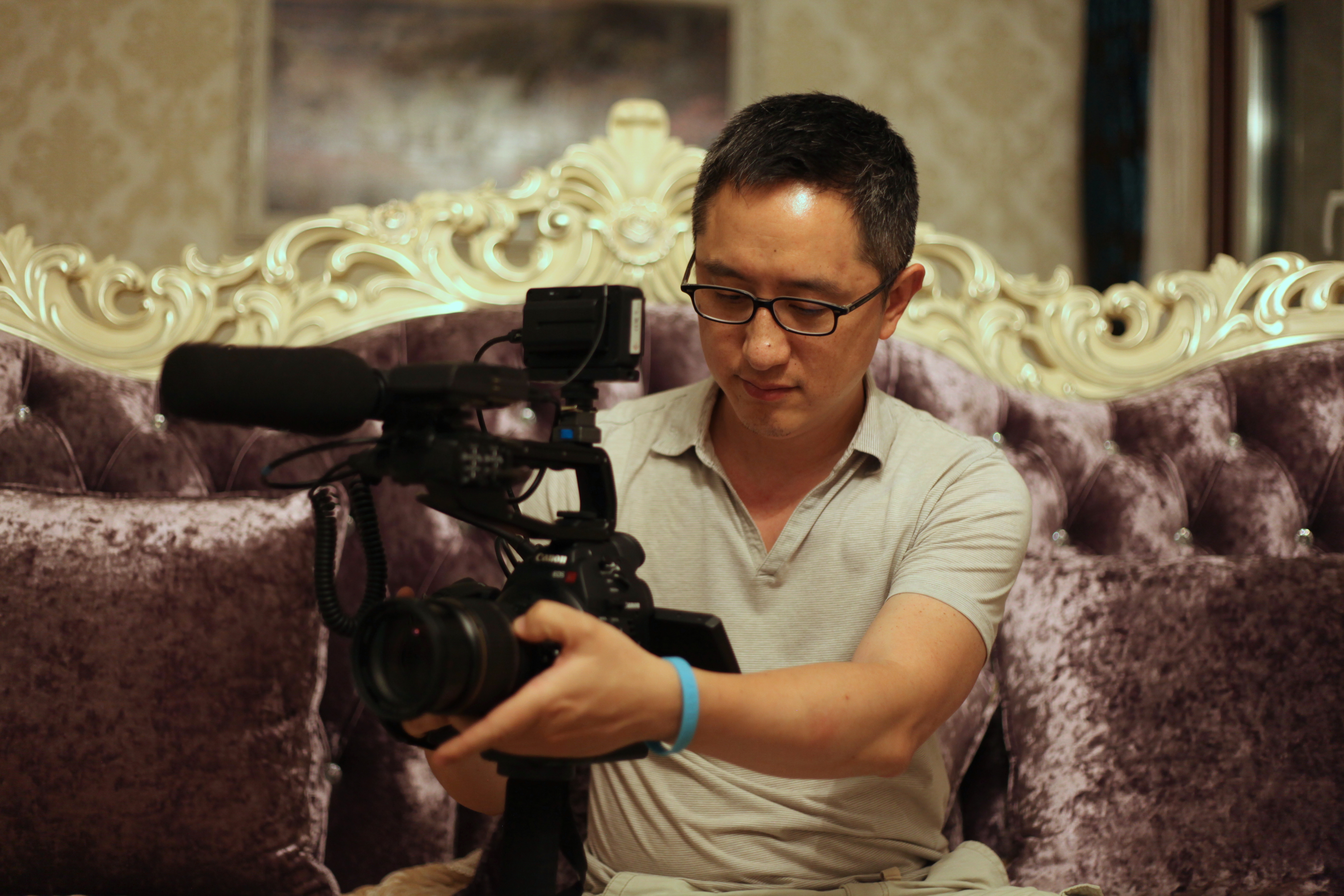
Wu Hao

Wu Hao (chin.: 吴皓, Wú Hào), auch bekannt als Tian Yi, ist ein Dokumentarfilmer und Blogger, den die chinesische Regierung am 22. Februar 2006 festnehmen ließ. Am 11. Juli 2006 wurde er freigelassen. Laut Global Voices Online, einer Initiative des Harvard Berkman Center für Internet und Gesellschaft, hatte Hao begonnen, an einem Dokumentarfilm über die christliche Untergrundbewegung in China zu arbeiten, als er verhaftet wurde. Nach der Festnahme erstellte Ethan Zuckerman, Mitgründer von Global Voices, ein international beachtetes Blog, auf dem er über die Folgen der Inhaftierung berichtete.